# Phrurolithidae
Phrurolithidae — родина аранеоморфних павуків. Спершу розглядалася як підродина Phrurolithinae у родині Corinnidae, лише у 2014 році виокремлена в самостійну родину. Містить 239 видів у 14 родах (станом на 2 липня 2020 року).

## Поширення
Рід поширений в Північній Америці, Європі, Африці, Азії та Океанії. Найбільшого різноманіття сягає в Східній та Південно-Східній Азії.

## Роди
- Abdosetae Fu, Zhang & MacDermott, 2010
- Bosselaerius Zamani & Marusik, 2020
- Dorymetaecus Rainbow, 1920
- Drassinella Banks, 1904
- Liophrurillus Wunderlich, 1992
- Otacilia Thorell, 1897
- Phonotimpus Gertsch & Davis, 1940
- Phrurolinillus Wunderlich, 1995
- Phrurolithus C. L. Koch, 1839
- Phruronellus Chamberlin, 1921
- Phrurotimpus Chamberlin & Ivie, 1935
- Piabuna Chamberlin & Ivie, 1933
- Plynnon Deeleman-Reinhold, 2001
- Scotinella Banks, 1911